# Kriegsgefangenenlager Sơn Tây
Das Kriegsgefangenenlager Sơn Tây war ein von den Nordvietnamesen in der Nähe der Stadt Sơn Tây von den späten 1960er bis in die späten 1970er Jahre unterhaltenes Kriegsgefangenenlager. In der Mitte des Vietnamkrieges wurden dort etwa 65 in Gefangenschaft geratene Angehörige der amerikanischen Streitkräfte festgehalten.

## Operation Ivory Coast
Hauptartikel: Operation Ivory Coast, Operation Kingpin
Am 21. November 1970 griffen 56 Angehörige der Green Berets unter dem Befehl von Col. Arthur Bull Simons das Gefangenenlager an, um etwa 70 bis 80 Kriegsgefangene zu befreien. Beim Angriff waren im Einsatzgebiet 92 Besatzungsmitglieder in 29 Flugzeugen der United States Air Force beteiligt, mit den unterstützenden Kräften waren insgesamt 105 Flugzeuge an der Aktion beteiligt. 
Vor dem Angriff waren jedoch unbemerkt bereits Mitte Juli 1970 alle 65 Kriegsgefangenen in ein anderes, etwa 15 Meilen entferntes Lager verlegt worden. Als Grund dafür wird die durch den nahen Fluss bestehende Überflutungsgefahr für das Lager Son Tay angenommen. Die Aufklärung der Amerikaner hat dies wahrscheinlich am Tag vor dem Angriff festgestellt, die Durchführung der Aktion hatte jedoch bereits begonnen. 
Drei Angriffsgruppen landeten im oder bei dem Gefangenenlager: 
1. Die erste Gruppe führte mit einem Hubschrauber absichtlich eine Bruchlandung mitten im Lager durch, um schnellstmöglich direkt in das Geschehen eingreifen zu können.
2. Die zweite Gruppe landete unabsichtlich etwa 400 m entfernt, wie sich herausstellte, befand sich dort das Hauptquartier der Wachmannschaften. Die Gruppe griff an und tötete vermutlich mehr als 100 Angehörige der Wachmannschaften.
3. Die dritte Gruppe landete außerhalb des eigentlichen Gefangenenlagers und beteiligte sich dort an der Sicherung des Geländes gegen äußere Angriffe.

Der Angriff gelang, insofern das Gelände des Lagers beherrscht wurde, aber es waren keine Gefangenen mehr anwesend, die hätten befreit werden können. 
26 Minuten nach der Bruchlandung des ersten Hubschraubers waren alle am Angriff beteiligten Amerikaner wieder in den Luftfahrzeugen auf dem Weg zu den Ausgangsstützpunkten. Ein Soldat erlitt bei der Bruchlandung einen Knöchelbruch, ein weiterer im Verlaufe der Aktion eine Verletzung am Bein. 
Die genaue Zahl der beim Angriff getöteten nordvietnamesischen Soldaten ist unbekannt. 
Der in seinem eigentlichen Ziel fehlgeschlagene Angriff brachte Simons und seinen Leuten dennoch einen unbeabsichtigten Erfolg. Der Befreiungsversuch lenkte die Aufmerksamkeit der Welt auf die nicht den Regeln entsprechende Behandlung der amerikanischen Kriegsgefangenen. Nach dem Angriff auf Sơn Tây änderten die Nordvietnamesen Unterbringung, Behandlung und Umgang mit den ausländischen Gefangenen.